# Stromaster
Stromaster tuberculatus — вид грибів, що належить до монотипового роду  Stromaster.